# Szártalan csüdfű
A szártalan csüdfű (Astragalus exscapus) a hüvelyesek (Fabales) rendjébe, ezen belül a pillangósvirágúak (Fabaceae) családjába tartozó, száraz réteken, legelőkön megtalálható, védett vadvirág.

## Előfordulása
Közép-, Dél- és Délkelet-Európában, valamint Ukrajnában honos. Magyarországon az Északi-középhegységben, a Cserhátban, a Pilisben, a Mezőföldön, a Duna–Tisza közén és a Dél-Tiszántúlon ismertek állományai.
Magyarországon védett, természetvédelmi értéke 50 000 Ft.
Az erdélyi Mezőség endemikus faja az Astragalus excapus ssp. transsilvanicus.

## Alfajai
- Astragalus exscapus subsp. pubiflorus (DC.) Soo
- Astragalus exscapus subsp. transsilvanicus (Schur) Nyar.

## Megjelenése
A szártalan csüdfű alacsony (3–10 cm magas), a földön szétterülő (átmérője 50–60 cm is lehet), lombhullató, évelő növény. Föld feletti szára nincs, a föld alatti, nagyon rövid szára a vastag, elfásodó gyöktörzsből nő ki. Az egész növény sűrűn szőrös-molyhos. A levelek tőlevélrózsát alkotnak, páratlanul szárnyasan osztottak, 21-31 elliptikus vagy tojásdad levélkéből állnak.
Április-júniusban virágzik (A Balkánon inkább április-május, Németországban akár júliusban). A 3-9 (ritkán akár 12) virág tőálló, kocsányuk igen rövid. A termőt és porzót is tartalmazó virág a pillangósvirágúaknál megszokott módon aszimmetrikus (zigomorf), öt szirma élénksárga. A csészelevelek molyhosak.
Hüvelytermése 1,5-2,5 cm hosszú, erősen szőrözött. Magról és vegetatívan is terjed.
Kromoszómaszáma 2n=16.

## Életmódja
Homoki- és löszgyepekben, legelőkön, lösztölgyesekben található. Mészkedvelő. A száraz, kötött talajt preferálja, az árnyékot nem tűri. Képes megkötni a nitrogént.

## Képek

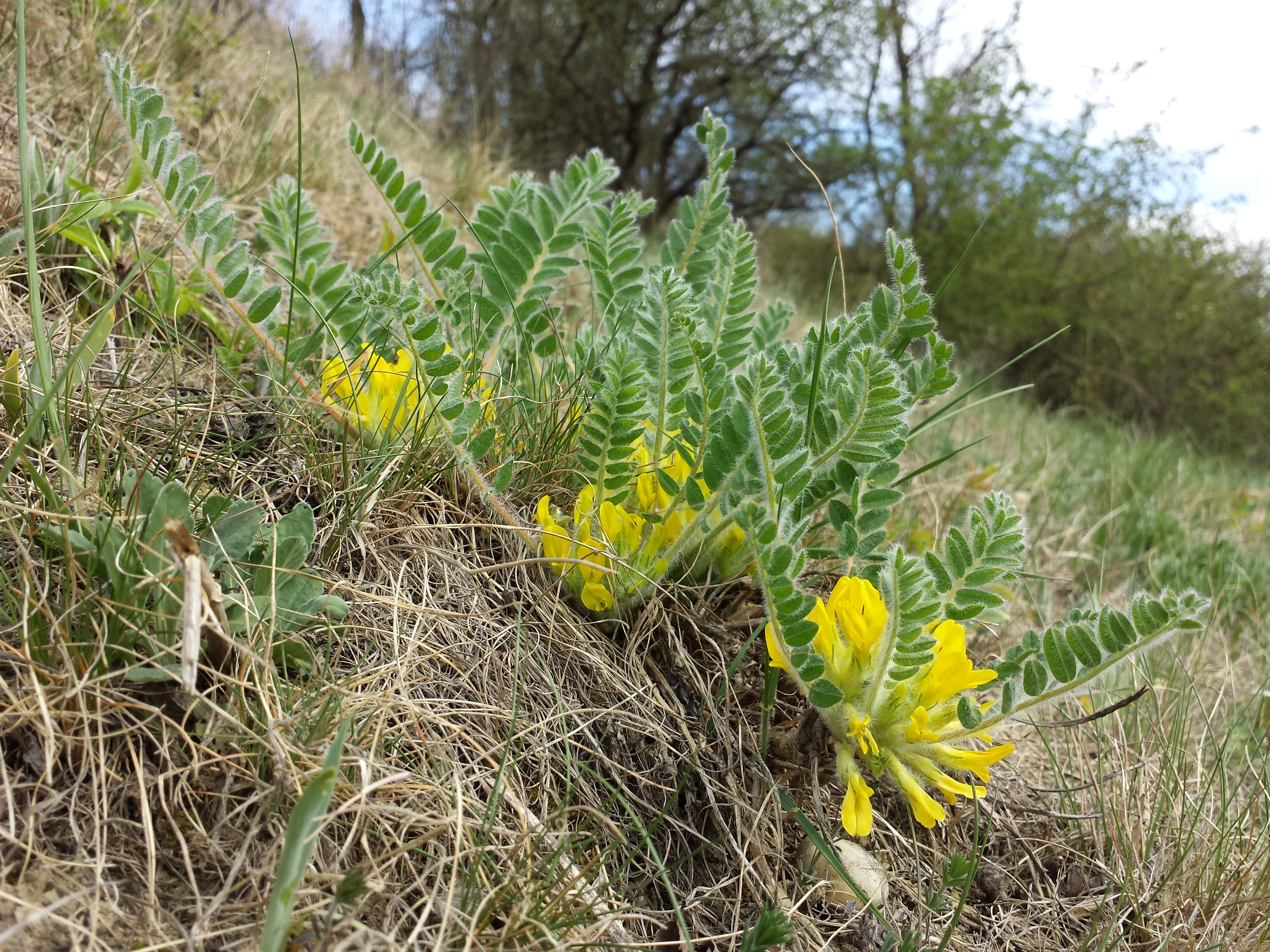
Habitusa
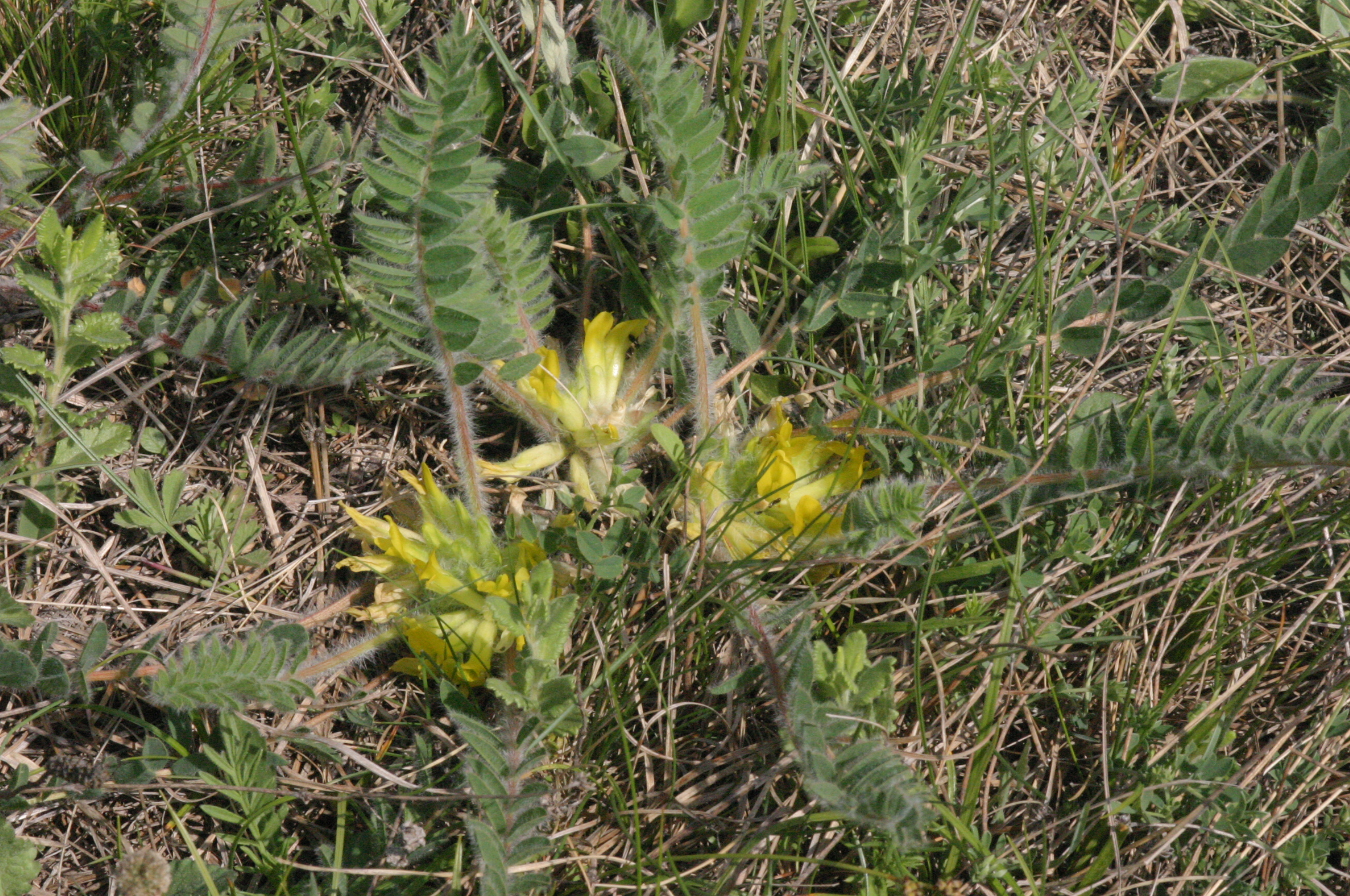
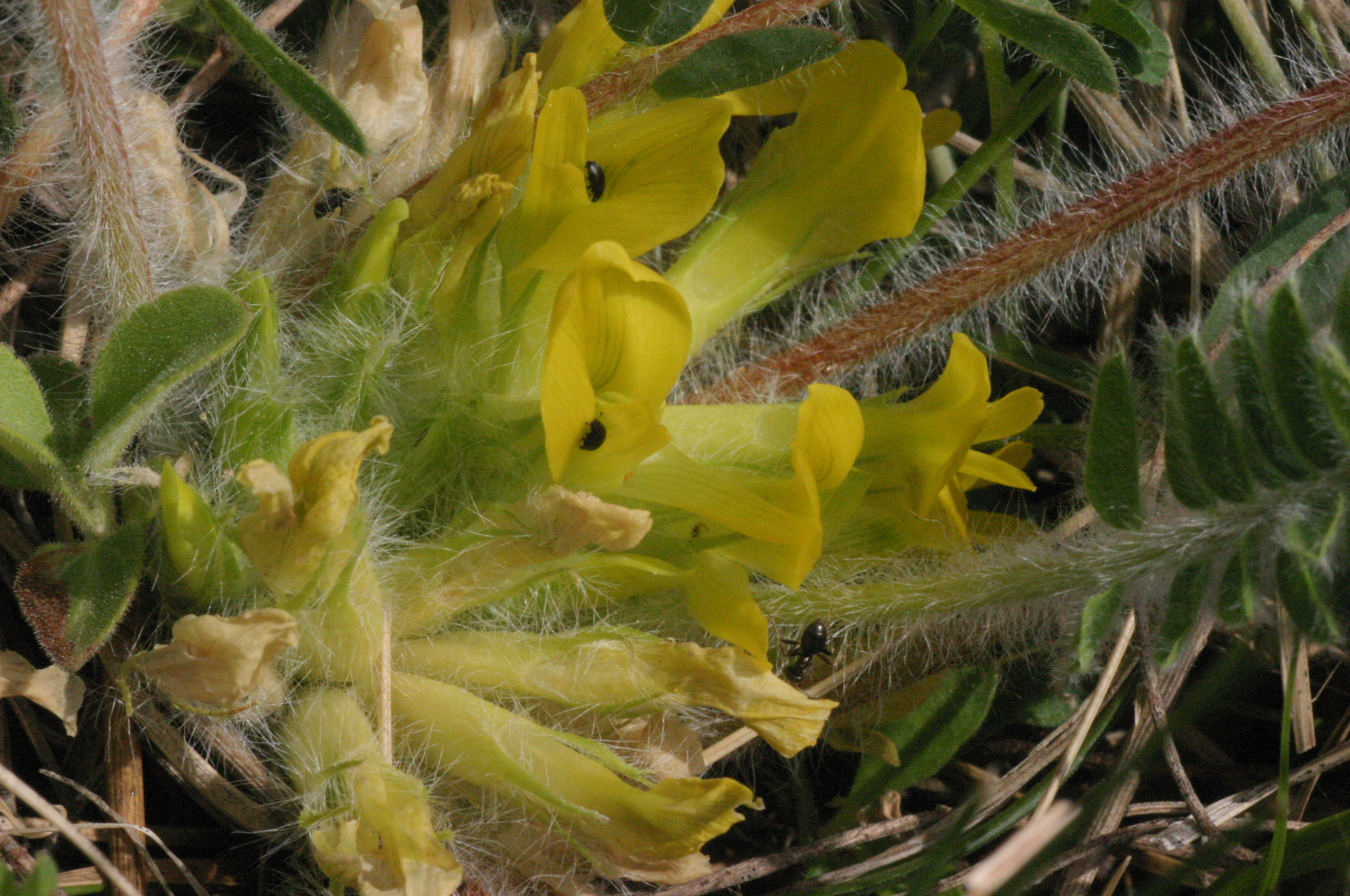
Virágai közelről
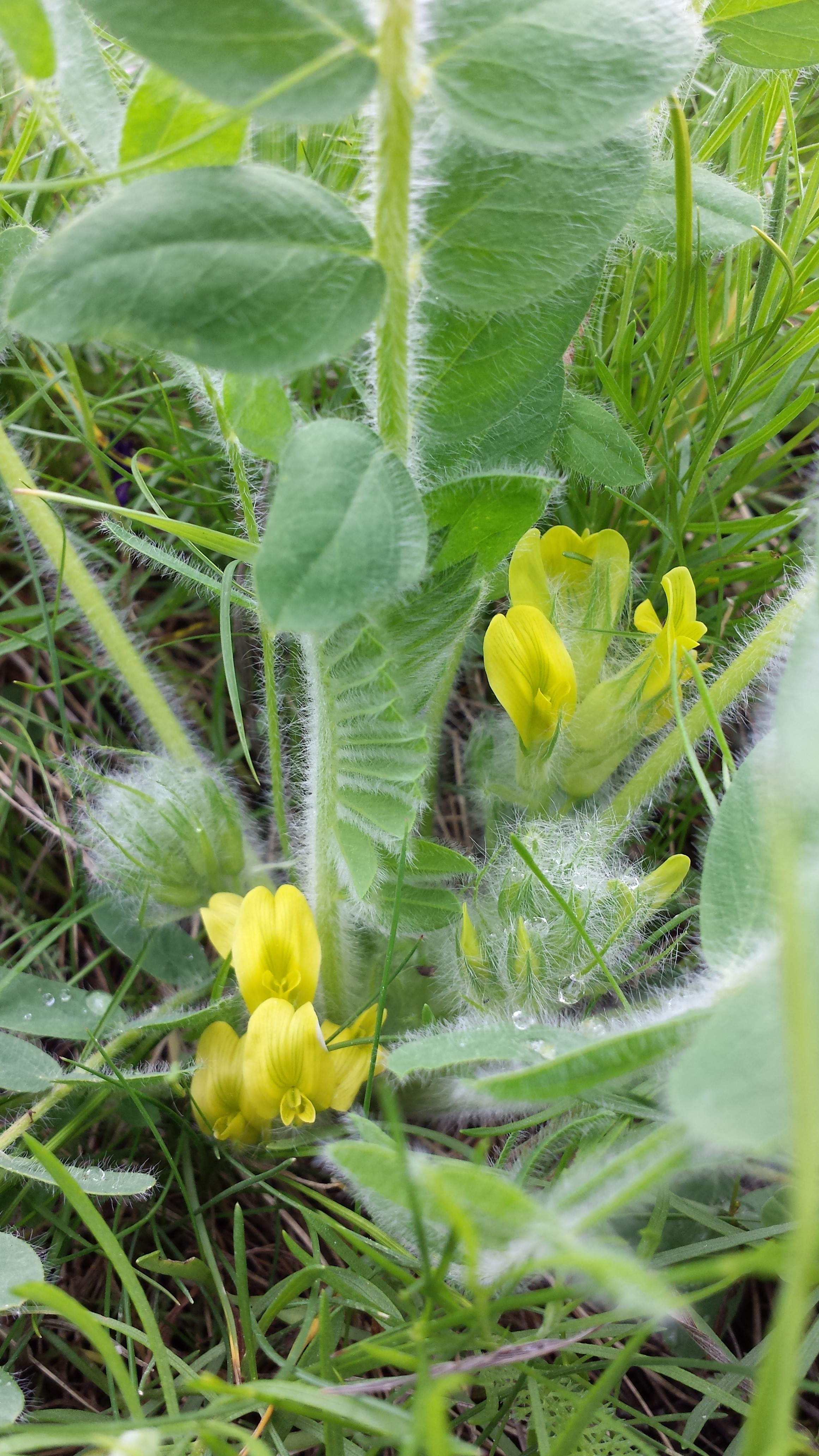